# The Enchanted Garden
The Enchanted Garden (Nederlands: De betoverde tuin) is een schilderij van de Engelse kunstschilder John William Waterhouse, geschilderd in 1917, olieverf op doek, 115,5 × 160 centimeter groot. Het belicht een verhaal uit de Decamerone, over de trouwe Dianora die wordt misleid door haar minnaar Ansaldo. Het schilderij maakt deel uit van de collectie van de Lady Lever Art Gallery, onderdeel van de National Museums Liverpool.
In 1916, maakte Waterhouse reeds een ander werk naar Boccaccio's boek, A Tale from the Decameron getiteld, dat zich thans in hetzelfde museum bevindt.

## Decamerone
De Decamerone is het meesterwerk van de Italiaanse schrijver Giovanni Boccaccio (1313-1375). Het werk bestaat uit honderd verhalen, verteld door drie mannen en zeven vrouwen tijdens een veertien dagen durend verblijf op een prachtig landgoed, op de vlucht voor de Florentijnse pestepidemie van 1348. Tijdens de Eerste Wereldoorlog, een catastrofe die de vergelijking methode middeleeuwse pest volledig kon doorstaan, schilderde Waterhouse een tweetal schilderijen met de Decamerone als thema, te zien als allegorieën op zijn eigen situatie, schilderend op veilige afstand in Engeland. Het eerste werk, A Tale from the Decameron (1916), heeft de verhalenvertellers als thema, in iets later vervaardigde The Enchanted Garden geeft hij uitwerking aan een specifiek verhaal.

## Thema
The Enchanted Garden belicht het vijfde verhaal op de tiende dag, handelende over de uiterst trouwe echtgenote Dianora die het hof wordt gemaakt door de als onweerstaanbare charmeur bekendstaande Ansaldo. Ze ontwijkt hem door te beloven dat ze alleen toe zal geven als hij haar een tuin kan laten zien die in januari in bloei staat. Dat lijkt onmogelijk, maar met behulp van een tovenaar, die in het schilderij links wordt weergegeven, met stok, weet Ansaldo dit toch voor elkaar te krijgen. Tegelijkertijd echter ontslaat hij Dianora van haar ondoordacht gedane belofte. Het schilderij geeft het moment weer waarop Dianora, in het roze gewaad, het grootmoedige gebaar van Ansaldo tot zich door laat dringen.

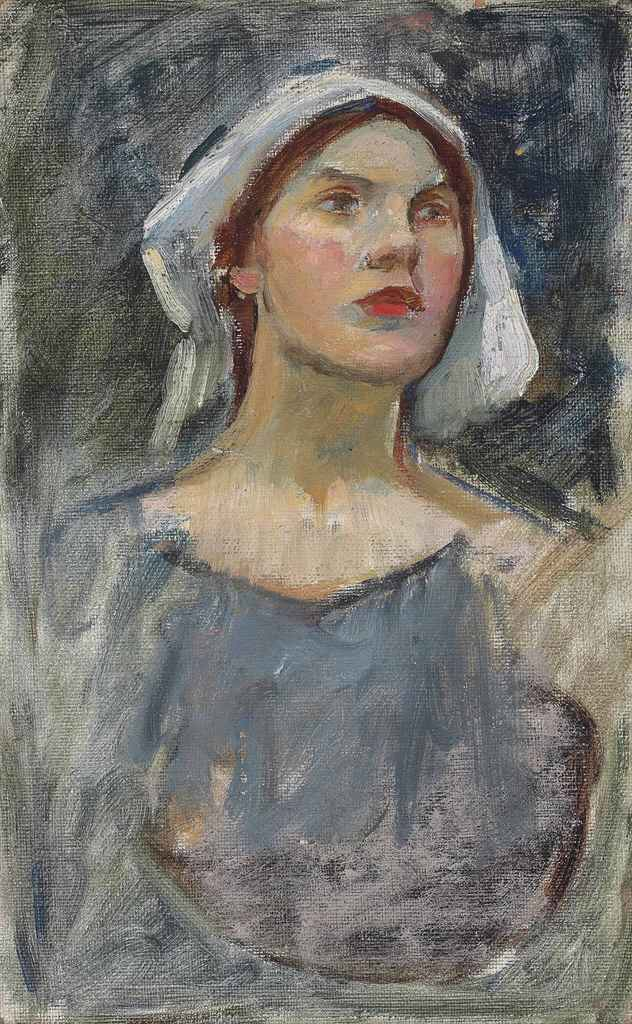
Studie van een hoofd voor een der figuren

In zijn kenmerkende estheticistische stijl, met levendige kleurschema's, geeft Waterhouse in het schilderij uitwerking aan thema's als verboden liefde en onderdrukte passie. Ze worden gesymboliseerd en gesuggereerd door de toverachtige tuin en op lyrische wijze gereflecteerd in de introspectieve gezichten en de gebaren van de figuren.

## Ontvangst en waardering
The Enchanted Garden zou Waterhouse' laatste schilderij blijken. Bij zijn overlijden stond het nog niet geheel voltooid in zijn atelier. Eerder had hij echter verklaard dat het schilderij een soort van tweeluik hoorde te vormen met zijn Decameron. Beide werken werden in eerste instantie echter afzonderlijk tentoongesteld bij de Royal Academy of Arts, maar uiteindelijk herenigd door de National Museums of Liverpool, die Decameron in 1916 aankocht en The Enchanted Garden in 1922. Aanvankelijk werden de werken lauw ontvangen door de Engelse kritiek omdat dit type als victoriaans bestempelde werken rond het einde van de Eerste Wereldoorlog als traditioneel en ouderwets werden afgedaan. Aan het einde van de twintigste eeuw nam de belangstelling voor het werk van Waterhouse echter sterk toe, waarbij met name zijn twee werken over de Decamerone tot zijn meesterwerken worden gerekend.